# Martin Ahlbom
Martin Ahlbom, född 28 februari 1895 i Helsingfors, död 22 oktober 1966 i Brunnby, var en finländsk svensk dekorationsmålare och skådespelare.

## Biografi
Han var son till pastorn Axel Ahlbom och Maria Elisabet Lindberg. Ahlbom studerade vid Konstföreningens ritskola i Åbo och under studieresor till bland annat Tyskland, Frankrike och Spanien. Efter studierna var han anställd som skådespelare och målare vid Åbo Svenska Teater 1919–1925. Han var verksam vid Hippodromteatern i Malmö 1925–1936 och vid Helsingborgs stadsteater 1936–1944 samt från 1944 vid Malmö stadsteater. Hans stafflikonst består av gatu- och miljöbilder. Ahlbom är representerad vid Scenkonstmuseet i Stockholm.

## Teater

### Scenografi
| År   | Produktion                                                           | Upphovsmän                                                                                   | Regi                            | Teater                   | Noter                       |
| ---- | -------------------------------------------------------------------- | -------------------------------------------------------------------------------------------- | ------------------------------- | ------------------------ | --------------------------- |
| 1936 | Höfeber Hay Fever                                                    | Noël Coward Översättning Richard Erwe                                                        | Rudolf Wendbladh                | Helsingborgs stadsteater | Tillsammans med Einar Hjort |
| 1936 | Förstår vi varandra?                                                 | Petar Preradović Översättning Richard Erwe                                                   | Albert Nycop                    | Helsingborgs stadsteater |                             |
| 1936 | Ryttarpatrullen Jízdní hlídka                                        | František Langer Översättning Rudolf Wendbladh                                               | Rudolf Wendbladh                | Helsingborgs stadsteater |                             |
| 1936 | Konserten Das Konzert                                                | Hermann Bahr Översättning Rudolf Wendbladh                                                   | Rudolf Wendbladh                | Helsingborgs stadsteater |                             |
| 1936 | Napoleon den ende Napoleon Unique                                    | Paul Raynal Översättning Edvard Alkman                                                       | Rudolf Wendbladh                | Helsingborgs stadsteater |                             |
| 1936 | Fridas visor eller Oscars fyra bekymmer eller En vecka i Lilla Paris | Gösta Sjöberg                                                                                | Albert Nycop                    | Helsingborgs stadsteater |                             |
| 1937 | Pygmalion                                                            | George Bernard Shaw Översättning Hugo Vallentin                                              | Yngve Nordwall                  | Helsingborgs stadsteater |                             |
| 1937 | Världens lyckligaste människa                                        | Miklós László Översättning Richard Erwe                                                      | Yngve Nordwall                  | Helsingborgs stadsteater |                             |
| 1937 | Timmen H L'Heure H...                                                | Pierre Chaine                                                                                | Rudolf Wendbladh                | Helsingborgs stadsteater |                             |
| 1937 | Hans högvördighet ordnar allt The Bishop Misbehaves                  | Frederick J. Jackson                                                                         | Yngve Nordwall                  | Helsingborgs stadsteater |                             |
| 1937 | Lavinen Bílá nemoc                                                   | Karel Čapek                                                                                  | Rudolf Wendbladh                | Helsingborgs stadsteater |                             |
| 1937 | Sabinskornas bortrövande Der Raub der Sabinerinnen                   | Franz och Paul von Schönthan                                                                 | Albert Nycop                    | Helsingborgs stadsteater |                             |
| 1938 | Mycket väsen för ingenting Much Ado About Nothing                    | William Shakespeare                                                                          | Rudolf Wendbladh                | Helsingborgs stadsteater |                             |
| 1938 | Hjärtligt välkomna! George and Margaret                              | Gerald Savory Översättning Elsa af Trolle                                                    | Rudolf Wendbladh                | Helsingborgs stadsteater |                             |
| 1938 | Tovarisj Tovarich                                                    | Jacques Deval Översättning Carlo Keil-Möller                                                 | Yngve Nordwall                  | Helsingborgs stadsteater |                             |
| 1938 | Carl XII                                                             | August Strindberg                                                                            | Rudolf Wendbladh                | Helsingborgs stadsteater |                             |
| 1938 | Lyckliga tid! Les Jours heureux                                      | Claude-André Puget Översättning Olga Wendbladh                                               | Rudolf Wendbladh                | Helsingborgs stadsteater |                             |
| 1938 | Trions bröllop                                                       | Sigfrid Siwertz                                                                              | Yngve Nordwall                  | Helsingborgs stadsteater |                             |
| 1938 | Min fru från Paris Soubrette                                         | Jacques Deval                                                                                | Albert Nycop                    | Helsingborgs stadsteater |                             |
| 1939 | Med strömmen Lidé na kře                                             | Vilém Werner                                                                                 | Rudolf Wendbladh                | Helsingborgs stadsteater |                             |
| 1939 | N:o 72 Dvaasedmdesátka                                               | František Langer                                                                             | Rudolf Wendbladh                | Helsingborgs stadsteater |                             |
| 1939 | I nöd och lust When We Are Married                                   | J.B. Priestley                                                                               | Rudolf Wendbladh                | Helsingborgs stadsteater |                             |
| 1939 | Kärleken gör under La dama boba                                      | Lope de Vega Översättning Allan Bergstrand                                                   | Rudolf Wendbladh                | Helsingborgs stadsteater |                             |
| 1939 | Doktorns dilemma The Doctor's Dilemma                                | George Bernard Shaw Översättning Hugo Vallentin och Gustaf Linden                            | Rudolf Wendbladh                | Helsingborgs stadsteater |                             |
| 1939 | Koppla av! You Can't Take It with You                                | Moss Hart och George S. Kaufman Översättning Herbert Wärnlöf                                 | Rudolf Wendbladh                | Helsingborgs stadsteater |                             |
| 1940 | Min hustru — Dr. Carson Robert's Wife                                | St. John Ervine Översättning Ebba Low                                                        | Rudolf Wendbladh                | Helsingborgs stadsteater |                             |
| 1940 | Möss och människor Of Mice and Men                                   | John Steinbeck Översättning Rudolf Wendbladh                                                 | Rudolf Wendbladh                | Helsingborgs stadsteater |                             |
| 1940 | Vibrationer The Flashing Stream                                      | Charles Morgan Översättning Etty Santesson                                                   | Rudolf Wendbladh                | Helsingborgs stadsteater |                             |
| 1940 | Ja och Nej Yes and No                                                | Kenneth Horne Översättning Rudolf Wendbladh                                                  | Rudolf Wendbladh                | Helsingborgs stadsteater |                             |
| 1940 | 30 sekunder kärlek Trenta secondi d'amore                            | Aldo De Benedetti                                                                            | Albert Nycop                    | Helsingborgs stadsteater |                             |
| 1940 | De knutna händerna                                                   | Vilhelm Moberg                                                                               | Rudolf Wendbladh                | Helsingborgs stadsteater |                             |
| 1940 | Swedenhielms                                                         | Hjalmar Bergman                                                                              | Rudolf Wendbladh                | Helsingborgs stadsteater |                             |
| 1941 | Lyckans gullgosse Golden Boy                                         | Clifford Odets                                                                               | Rudolf Wendbladh                | Helsingborgs stadsteater |                             |
| 1941 | Mrs Warrens yrke Mrs. Warren's Profession                            | George Bernard Shaw Översättning Hugo Vallentin och Gustaf Linden                            | Albert Nycop                    | Helsingborgs stadsteater |                             |
| 1941 | En riktig karl This Was a Man                                        | Noël Coward                                                                                  | Rudolf Wendbladh                | Helsingborgs stadsteater |                             |
| 1941 | Lycklig resa! Skylark                                                | Samson Raphaelson Översättning Guido Valentin                                                | Rudolf Wendbladh                | Helsingborgs stadsteater |                             |
| 1941 | Christina                                                            | August Strindberg                                                                            | Rudolf Wendbladh                | Helsingborgs stadsteater |                             |
| 1941 | Aladdin Aladdin, eller Den forunderlige Lampe                        | Adam Oehlenschläger Översättning Karl Hedberg                                                | Herman Ahlsell Rudolf Wendbladh | Helsingborgs stadsteater |                             |
| 1941 | Kungl. Logen Hofloge                                                 | Karl Farkas och Hans Lang Översättning Gösta Rybrant                                         | Rudolf Wendbladh                | Helsingborgs stadsteater |                             |
| 1942 | Mikaels dag                                                          | Harry Blomberg                                                                               | Rudolf Wendbladh                | Helsingborgs stadsteater |                             |
| 1942 | Resan till Venedig Le Train pour Venise                              | Louis Verneuil Översättning Rickard Erwe                                                     | Albert Nycop                    | Helsingborgs stadsteater |                             |
| 1942 | Som folk är mest. En stockholmshistoria                              | Herbert Grevenius                                                                            | Albert Nycop                    | Helsingborgs stadsteater |                             |
| 1942 | Rid i natt!                                                          | Vilhelm Moberg                                                                               | Rudolf Wendbladh                | Helsingborgs stadsteater |                             |
| 1942 | Ministeriet vacklar Das Ministerium ist beleidigt                    | Bruno Engler, Fred Heller och Leonhard Märker Översättning Rickard Erwe och Karin Mandelstam | Rudolf Wendbladh                | Helsingborgs stadsteater |                             |
| 1943 | Niels Ebbesen                                                        | Kaj Munk Översättning Ivar Harrie                                                            | Rudolf Wendbladh                | Helsingborgs stadsteater |                             |
| 1943 | Dixie                                                                | Karl Farkas, Adolf Schütz och Michael Krasznay-Krausz                                        | Per Knutzon                     | Helsingborgs stadsteater |                             |
| 1944 | Livet är ju härligt The Time of Your Life                            | William Saroyan Översättning Herbert Wärnlöf                                                 | Per Knutzon                     | Helsingborgs stadsteater |                             |
| 1944 | För öppen ridå For aabent Tæppe                                      | Mogens Brandt Översättning Richard Erwe                                                      | Per Knutzon                     | Helsingborgs stadsteater |                             |
| 1944 | Julius Caesar                                                        | William Shakespeare Översättning Allan Bergstrand                                            | Rudolf Wendbladh                | Helsingborgs stadsteater |                             |
| 1945 | Cyrano de Bergerac                                                   | Edmond Rostand Översättning Harald Molander                                                  | Sandro Malmquist                | Malmö Stadsteater        |                             |
| 1945 | Det var en gång Der var engang                                       | Holger Drachmann Översättning Ernst Lundqvist                                                | Arne Lydén                      | Malmö stadsteater        |                             |
| 1946 | Sankta Johanna Saint Joan of Arc                                     | George Bernard Shaw Översättning Ebba Low                                                    | Sandro Malmquist                | Malmö stadsteater        |                             |
| 1946 | Hjärtan och njurar The Hasty Heart                                   | John Patrick                                                                                 | Gösta Terserus                  | Helsingborgs stadsteater |                             |
| 1946 | Lyckan kommer                                                        | Alf Henrikson                                                                                | Sam Besekow                     | Malmö stadsteater        |                             |
| 1946 | Tolvskillingsoperan Die Dreigroschen Oper                            | Bertolt Brecht och Kurt Weill Översättning Curt Berg                                         | Sandro Malmquist                | Malmö stadsteater        |                             |
| 1947 | Bortom horisonten Beyond the Horizon                                 | Eugene O'Neill Översättning Sven Barthel                                                     | Stig Torsslow                   | Malmö stadsteater        |                             |
| 1948 | Antigone                                                             | Jean Anouilh Översättning Greta Salenius                                                     | Stig Torsslow                   | Malmö stadsteater        |                             |
| 1956 | Bruden utan hemgift Бедная невеста, Bednaya nevesta                  | Aleksandr Ostrovskij Översättning Gun Bergman                                                | Ingmar Bergman                  | Malmö stadsteater        |                             |
| 1956 | Ornifle Ornifle ou Le Courant d'air                                  | Jean Anouilh Översättning Erik Lindegren                                                     | Yngve Nordwall                  | Malmö stadsteater        |                             |
| 1956 | Trojanska kriget blir inte av La Guèrre de Troie n'aura pas lieu     | Jean Giraudoux Översättning Erik Lindegren                                                   | Lars-Levi Laestadius            | Malmö stadsteater        |                             |
| 1956 | Kittelflickarens bröllop The Tinker's Wedding                        | John Millington Synge Översättning Mats Johansson                                            | Mats Johansson                  | Malmö stadsteater        |                             |
| 1957 | Millionen To Dorothy, a Son                                          | Roger MacDougall Översättning Eva Tisell                                                     | Yngve Nordwall                  | Malmö stadsteater        |                             |
| 1957 | Eurydike Eurydice                                                    | Jean Anouilh Översättning Gustav Bjurström och Tuve-Ambjörn Nyström                          | Lars-Levi Laestadius            | Malmö stadsteater        |                             |
| 1958 | Värmlänningarna                                                      | Fredrik August Dahlgren och Andreas Randel                                                   | Ingmar Bergman                  | Malmö stadsteater        |                             |
| 1960 | Oscar - eller En halv million i kappsäcken Oscar                     | Claude Magnier Översättning Claes Hoogland                                                   | Åke Engfeldt                    | Malmö stadsteater        |                             |
| 1963 | Som ni behagar As You Like It                                        | William Shakespeare                                                                          | Frank Sundström                 | Uppsala stadsteater      |                             |